# Нижние Жары
Нижние Жары (бел. Ніжнія Жары) — деревня в Комаринском сельсовете Брагинского района Гомельской области Беларуси.

## География

### Расположение
В 69 км на юго-восток от Брагина, 25 км от железнодорожной станции Иолча (на участке  Чернигов — Овруч), 176 км от Гомеля, 500 м от государственной границы c Украиной. На юго-западе находится крайний южный пункт государственной границы Республики Беларусь (51°16' северной широты и 30°35' восточной долготы).

### Гидрография
Река Днепр.

## Транспортная сеть
Транспортные связи по просёлочной, затем автомобильной дороге Комарин — Брагин.
Деревянная застройка бессистемная, вдоль реки.

## История
По письменным источникам известна с XVIII века как деревня Жары Речицкого повета Минского воеводства. В 1744 году построена деревянная Успенская церковь, которая на средства прихожан перестраивалась в 1821, 1845 и 1885 годах. После 2-го раздела Речи Посполитой (1793 год) в составе Российской империи, в Иолченской волости Речицкого повета Минской губернии. В 1834 году владение Горватов. В 1850 году действовала пристань по отгрузке леса. В 1897 году работали хлебозапасный магазин, церковно-приходская школа, трактир.
С 8 декабря 1926 года по 16 июля 1954 года центр Нижнежарского сельсовета Комаринского, с 25 декабря 1962 года Брагинского районов Речицкого и с 9 июня 1927 года Гомельского (с 26 июля 1930 года) округов, с 20 февраля 1938 года Полесской, с 8 января 1954 года Гомельской областей. В 1930 году организован колхоз «Новый Днепровец», работали кузница, 2 ветряные мельницы, 2 водяные мельницы. Во время Великой Отечественной войны в боях за освобождение деревни 22 сентября 1943 года отличился заместитель командира батальона, старший лейтенант Н. А. Курятников, которому присвоено звание Героя Советского Союза.
В 1959 году размещалось подсобное хозяйство районного ПО «Сельхозхимия» (центр — деревня Верхние Жары). Есть фельдшерско-акушерский пункт, клуб, отделение связи, магазин, библиотека.
До 31 октября 2006 года в составе Верхнежаровского сельсовета.

## Население

### Численность
- 2004 год — 54 хозяйства, 97 жителей

### Динамика
- 1834 год — 60 дворов
- 1850 год — 68 дворов
- 1897 год — 107 дворов, 660 жителей (согласно переписи)
- 1908 год — 110 дворов, 677 жителей
- 1959 год — 631 житель (согласно переписи)
- 2004 год — 54 хозяйства, 97 жителей
- 2005 год — 54 хозяйства, 95 жителей

## Известные уроженцы
- Максим Александрович Клименок — один из руководителей партизанского движения в Вилейской области во время Великой Отечественной войны, комиссар партизанской бригады имени М.И. Калинина. Герой социалистического труда.